# Johannes Weberling
Johannes Weberling (* 19. Juni 1958 in Biberach an der Riß) ist deutscher Jurist, Historiker und Hochschullehrer in den Bereichen Medienrecht, Arbeitsrecht und Stasi-Unterlagen.

## Leben
Johannes Weberling, Sohn des Botanikers Focko Weberling, studierte im Doppelstudium Jura und Geschichte an den Universitäten Gießen, Freiburg und Bonn. Er ist Mitglied der Burschenschaft Frankonia Gießen 1979. Weberling wurde Mitglied der CDU und war von 1981 bis 1983 Bundesvorsitzender des Ring Christlich-Demokratischer Studenten (RCDS). Das erste juristische Staatsexamen legte er 1986 ab; 1989 erfolgte bei Ulrich Kluge die Promotion zum Dr. phil. und das zweite juristische Staatsexamen. Von 1989 bis 1992 war Weberling Assistent der Geschäftsführung der GSF Forschungszentrum für Umwelt und Gesundheit, Neuherberg bei München. Er war ab 1990 Rechtsanwalt in Berlin mit den Schwerpunkten Medien- und Arbeitsrecht sowie Stasi-Unterlagen. Im Rahmen der sogenannten Cicero-Affäre vertrat Johannes Weberling erfolgreich den Journalisten Johannes von Dohnanyi. Meist vertrat er die Seite von Tageszeitungen. Von 1992 bis 1996 war er Leiter der Abteilung Personal und Recht der Berliner Zeitung und des Berliner Kurier.
Weberling ist seit 1995 stellvertretender Vorsitzender der Arbeitsgemeinschaft der Verlagsjustitiare und gilt als „kompromissloser Arbeitgebervertreter“ der Branche. Er war hier z. B. für den Berliner Verlag, DuMont Schauberg und den Weser-Kurier bei Outsourcing oder Tarifflucht tätig. Der Publizist Werner Rügemer, der sich intensiv mit dem Thema Union Busting beschäftigt, bezeichnete Weberling insoweit als „Dampframme in der Druckbranche“.
Weberling ist seit 1998 Mitglied der Schriftleitung der AfP – Zeitschrift für Medien- und Kommunikationsrecht und seit 2000 nebenamtliches Mitglied des Landesjustizprüfungsamtes Berlin-Brandenburg. Er initiierte  2001 den Studien- und Forschungsschwerpunkt Medienrecht an der Europa-Universität Viadrina in Frankfurt an der Oder und ist dort seit 2005 dafür auch  Honorarprofessor.
Seit 2008 leitet er die Kommission, welche die Stasi-Verstrickung von Redakteuren der Berliner Zeitung und des Berliner Kuriers untersucht. Im Dezember 2009 wurde er in den Aufsichtsrat der Bremer Tageszeitungen AG berufen.

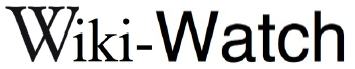
Schriftzug des Logos von Wiki-Watch

Seit 2010 leitet Weberling zudem die „Arbeitsstelle Wiki-Watch“ an der Europa-Universität Viadrina, die er gemeinsam mit Wolfgang Stock eingerichtet hatte mit dem Anspruch, die gesamte deutschsprachige Wikipedia wissenschaftlich zu beobachten. Laut einer Auskunft Weberlings im Jahr 2011 beschäftigte diese neben ihm und Stock nur einen Jurastudenten als Mitarbeiter, keiner der etatmäßigen Professoren der juristischen Fakultät der Viadrina war Mitglied der Arbeitsstelle. Laut Weberling war sie ausschließlich aus Drittmitteln finanziert, wobei zu deren Gebern jedoch 2011 keinerlei Angaben gemacht wurden.
Weberling vertritt die Auffassung, dass Wikipedia keine seriöse Quelle mehr sei. Wikipedia sei zu undurchsichtig, zu fehleranfällig und unzuverlässig.

## Publikationen
- mit Andreas Wittkowsky: Medienvielfalt in Ost-, Südosteuropa – Stand, Notwendigkeit und Perspektiven: 25.–26. November 2009, Europa-Universität Viadrina, Frankfurt (Oder) / 8. Frankfurter Medienrechtstage 2009. Berliner Wissenschafts-Verlag, Berlin 2010, ISBN 978-3-8305-1785-6 (Osteuropa-Recht. Beilage zu Heft 1/2010).
- Recht auf Vergessen, medialer Pranger, Gefährdung der Resozialisierung? - Wege und Irrwege der Rechtsprechung zur Aufarbeitung des SED-Unrechts. In: Johannes Weberling (Herausgeber): Verantwortliche beim Namen nennen – Täter haben ein Gesicht: Symposium der Arbeitsgruppe „Aufarbeitung und Recht“ im Studien- und Forschungsschwerpunkt Medienrecht der Europa-Universität Viadrina Frankfurt (Oder) in Zusammenarbeit mit dem Forschungsverbund SED-Staat der Freien Universität Berlin. Nomos, Baden-Baden 2009, ISBN 978-3-8329-4844-3, S. 19–30
- mit Andreas Wittkowsky: 7. Frankfurter Medienrechtstage 2008: Die Stellung des Journalisten in Deutschland und in Ost-/Südosteuropa. Berliner Wissenschafts-Verlag, Berlin 2009, ISBN 978-3-8305-1692-7 (Osteuropa-Recht. Beilage zu Heft 2/2009).
- mit Katrin Raabe, Jacek Wojtas: Das Pressegesetz der Republik Polen: deutsch/Polnisch. Berliner Wissenschafts-Verlag, Berlin 2008, ISBN 978-3-8305-1492-3 (Osteuropa-Recht. Beilage zu Heft 6/2007).
- mit Giselher Spitzer: Virtuelle Rekonstruktion „vorvernichteter“ Stasi-Unterlagen – Technische Machbarkeit und Finanzierbarkeit: Folgerungen für Wissenschaft, Kriminaltechnik und Publizistik. Berlin 2006, ISBN 978-3-934085-23-7 (Schriftenreihe des Berliner Landesbeauftragten für die Unterlagen des Staatssicherheitsdienstes der ehemaligen DDR. Band 21, ).
- Stasi-Unterlagen-Gesetz: Kommentar. Heymann, Köln 1993, ISBN 3-452-22515-1.
- Für Freiheit und Menschenrechte: Der Ring Christlich Demokratischer Studenten 1945–1986. Rau, Düsseldorf 1990, ISBN 3-7919-0333-0.
- (Als Herausgeber): Zwangsarbeit in der DDR : ein offenes Thema gesamtdeutscher Aufarbeitung ; Symposium der Arbeitsgruppe „Aufarbeitung und Recht“ im Studien- und Forschungsschwerpunkt Medienrecht der Europa-Universität Viadrina Frankfurt (Oder), Nomos, Baden-Baden 2015, ISBN 978-3-8487-2733-9
- mit Ulrich Kluge, Steffen Birkefeld, Silvia Müller: Willfährige Propagandisten. MfS und Bezirksparteizeitungen. „Berliner Zeitung“, „Sächsische Zeitung“, „Neuer Tag“ (= Beiträge zur Wirtschafts- und Sozialgeschichte. Bd. 69). Steiner, Stuttgart 1997, ISBN 3-515-07197-0.
- (mit Reinhart Ricker): Handbuch des Presserechts, 7., neu bearbeitete Auflage, C.H. Beck, München 2021,
- Stasi-Unterlagen-Gesetz. Kommentar Heymann, Köln 1993, ISBN 3-452-22515-1.
- Die Basisgruppen. Harmlose Alternative oder Gefährdung unserer Demokratie? Union Aktuell, Verl.- u. Werbeges., Erlangen 1984
- Dem Frieden dienen!, Verlag Union Aktuell, Erlangen 1983
- Deutschland - Wunsch? Verpflichtung? Wirklichkeit?,  Verlag Union Aktuell, Erlangen 1983